# Olaf Ruud
Olaf Ruud (14 novembre 1892 – 13 dicembre 1967) è stato un calciatore norvegese, di ruolo attaccante.

## Carriera

### Club
Ruud giocò con la maglia del Larvik Turn.

### Nazionale
Conta 2 presenze per la Norvegia. Esordì il 14 settembre 1913, nel pareggio per 1-1 contro la Russia.